# كأس إسكتلندا 1968–69
كأس اسكتلندا 1968–69 (بالإنجليزية: 1968–69 Scottish Cup)‏ هو موسم من كأس اسكتلندا. فاز فيه نادي سلتيك.